# Brug 498
Brug 498 was een bouwkundig kunstwerk in Amsterdam-Noord.
Alhoewel ze als brug genummerd is, was het een voet- en fietstunnel. Deze 54 meter lange tunnel werd in 1968 aangelegd onder de Nieuwe Leeuwarderweg, die toen in het stadium van afbouw verkeerde. De tunnel verzorgde de verbinding tussen de Johan van Hasseltweg en brug 491 enerzijds en de Adelaarsweg en Meeuwenlaan anderzijds. De Nieuwe Leeuwarderweg, de toegangsweg van de IJtunnel, lag hier in het Volewijkspark op maaiveldniveau. Doorgaande fietsers konden zodoende de E10 richting Monnickendam tot aan Leeuwarden blijven volgen. Het bouwwerk, geheel van beton, was ontworpen door Dirk Sterenberg van de Dienst der Publieke Werken en zag er uit als een witte betonnen koker in het groene landschap. 
De planning en komst van de Noord/Zuidlijn (jaren nul van de 21e eeuw) betekende het eind van deze voet- en fietstunnel. De Nieuwe Leeuwarderweg werd verdiept aangelegd, ruimte voor een tunnel daaronder was er niet; de gemeente koos bij de uitvoer van het project voor bruggen over de weg in plaats van een tunnel eronder; in dit geval de Hederabrug (brug 998).  
<<< · 400 · 401 · 402 · 403 · 404 · 405 · 406 · 407 · 408 · 409 · 410 · 411 · 413 · 414 · 415 · 416 · 417 · 418 · 419 · 420 · 421 · 422 · 423 · 424 · 425 · 427 · 429 · 430 · 431 · 432 · 433 · 434 · 435 · 436 · 437 · 438 · 439 · 440 · 441 · 442 · 443 · 444 · 445 · 446 · 447 · 448 · 449 · 450 · 451 · 452 · 453 · 454 · 455 · 456 · 457 · 458 · 459 · 460 · 461 · 462 · 463 · 464 · 465 · 466 · 469 · 470 · 471 · 472 · 473 · 474 · 475 · 476 · 478 · 479 · 480 · 482 · 483 · 485 · 486 · 487 · 488 · 489 · 490 · 491 · 492 · 493 · 494 · 495 · 496 · 497 · 499 · >>>
Brugnummers 412, 426, 428, 467, 468, 477, 481, 484 en 498 zijn niet (meer) vergeven.